# Hinode (satellite)
Pour le bourg japonais du district de Nishitama, voir Hinode.
Hinode (en japonais : Aube, anciennement Solar-B) est le deuxième satellite japonais consacré à l'observation du Soleil. Il est développé par l'Agence d'exploration aérospatiale japonaise en coopération avec la NASA et l'UK Space Agency. Successeur du satellite Yohkoh (ou Solar-A) il est placé en orbite en 2006 et  est toujours opérationnel fin 2024.

## Historique
Solar-B/Hinoide est un observatoire spatial solaire japonais qui prend la suite de la mission Yohkoh (Solar-A) lancé en 1991. Sa conception est lancée en 1994 par les agences spatiales japonaises JAXA/ISAS et l'observatoire astronomique national du Japon. Le gouvernement japonais débloque son financement en 1998 et le développement débute en 1999. La NASA (dans le cadre de son programme d'étude des relations Soleil-Terre  Solar Terrestrial Probes) et  l'UK Space Agency choisissent de participer au programme. La fabrication de la plateforme (bus) du satellite est confiée à la société  Mitsubishi Electric Corporation (MELCO) située à Tokyo. Les premiers tests de composants ont lieu en 2001. L'assemblage et les tests d'intégration s'achèvent en juillet 2006. 

## Objectifs
Les objectifs de la mission Hinode sont :
- Étudier les sources et l'évolution des événements dynamiques énergétiques se produisant à la surface du Soleil.
- Caractériser la stabilité et la topologie du champ magnétique solaire.
- Déterminer le cheminement des flux de masse et d'énergie de la photosphère jusqu'à la couronne solaire.
- Poursuivre les mesures générales permettant de quantifier la variabilité du cycle solaire.

## Caractéristiques techniques
Hinode est un satellite de 893 kg dont 175 kilogrammes d'ergols destinés aux corrections de l'orbite. Il comprend une plateforme dont les dimensions sont de 2 x 1,6 x 3,8 mètres en position repliée. Le satellite est stabilisé 3 axes et pointé en permanence vers le Soleil. Le contrôle d'attitude est réalisé à l'aide de quatre roues de réaction qui effectuent les corrections en s'appuyant sur les données fournies par une centrale à inertie, deux types de capteurs solaires (NSAS fournissant une précision de pointage de 0,05° et UFSS fournissant une précision de pointage de quelques secondes d'arc) et un viseur d'étoiles. La précision du pointage en continu du satellite est de 1 secondes d'arc mais elle peut être portée à 0,02 secondes d'arc sur une période de 10 secondes. L'énergie est fournie par deux panneaux solaires orientables qui fournissent 1 kilowatt en fin de vie et une fois déployé portent l'envergure du satellite à 10 mètres. Les données scientifiques sont transmises en bande X avec un débit de 4 mégabits/seconde tandis que les télémesures (statut des équipements embarqués) et les commandes sont échangées en bande S. Les données sont stockées après compression à bord dans une mémoire de masse de 3 gigabits. Le satellite est conçu pour une durée de vie minimale est de 2 ans et la durée de la mission primaire est de 3 ans.

## Instruments
Hinode transporte trois instruments qui sont alignés et qui permettent d'observer le Soleil simultanément dans trois domaines spectraux (lumière visible, rayons X et ultraviolet) : 

### Télescope en lumière visible SOT
SOT (Solar Optical Telescope)  est un télescope grégorien de 50 cm de diamètre qui effectue ses observations en lumière visible. L'instrument SOT est équipé à la fois d'un spectropolarimètre et de filtres qui permettent de l'utiliser en tant que magnétographe vectoriel. La résolution spatiale de SOT est de l'ordre de 0,2 seconde d'arc, une amélioration d'un facteur 5 par rapport aux télescopes spatiaux précédents (tel que MDI sur SoHO). C'est également par son ouverture le plus grand télescope jamais utilisé pour observer le Soleil. Sa conception et sa fabrication sont le résultat d'une coopération internationale entre l'Observatoire astronomique national du Japon, les sociétés Lockheed Martin et MELCO, l'Observatoire haute altitude NCAR, le centre spatial Goddard de la NASA et l'Agence spatiale japonaise,. 

### Télescope rayons X XRT
XRT (X-ray Telescope) est un télescope observant dans les longueurs d'onde X qui utilise une optique à incidence rasante pour obtenir des images des composants les plus chauds de la couronne solaire. Il dérive de l'instrument SXT équipant l'observatoire solaire japonais Yohkoh, prédécesseur de Hinode, mais sa résolution angulaire est plusieurs fois supérieure à celle de SXT. XRT comprend deux optiques, l'une pour les rayons X, l'autre dans le domaine visible (bande G) afin de cumuler sur la même image les deux types de rayonnement. Sa résolution spatiale est de 2 secondes d'arc et son champ de vue est de 33 secondes d'arc (supérieur à la taille du Soleil). L'instrument prend une image de 4 mégapixels toutes les 12 secondes. Il dispose de 10 filtres. La principale spécificité de XRT est fournir des images du plasma de la couronne solaire avec une large plage de températures (de 0,5 à 20 millions de degrés Celsius) permettant de mettre en évidence des caractéristiques jamais observées jusque là. La partie optique est fournie par la société américaine Goodrich tandis que le détecteur est fourni par l'Agence spatiale japonaise et l'Observatoire astronomique national du Japon,.

### Spectromètre ultraviolet EIS
EIS (Extreme-Ultraviolet Imaging Spectrometer) est un un spectromètre imageur fonctionnant dans le domaine de l'ultraviolet (170-210 Å et 250-290 Å). L'instrument est long de 3 mètres et comprend un unique miroir primaire et un spectromètre stigmatique. Sa longueur focale est de 1,9 mètre et sa résolution angulaire est de 2 secondes d'arc. Le spectromètre comporte deux détecteurs couvrant chacun une bande spectrale large de 40 angstrœms. EIS permet d'observer  la dynamique de la couronne solaire en mesurant la vitesse et d'autres paramètres du plasma solaire grâce à l'identification des lignes d'émission générées par des températures comprises entre 50 000 et 20 millions de degrés. Il permet  d'établir les relations entre le comportement de la couronne solaire et le champ magnétique de la photosphère. L'instrument est fourni par un consortium mené par le laboratoire anglais Mullard. 

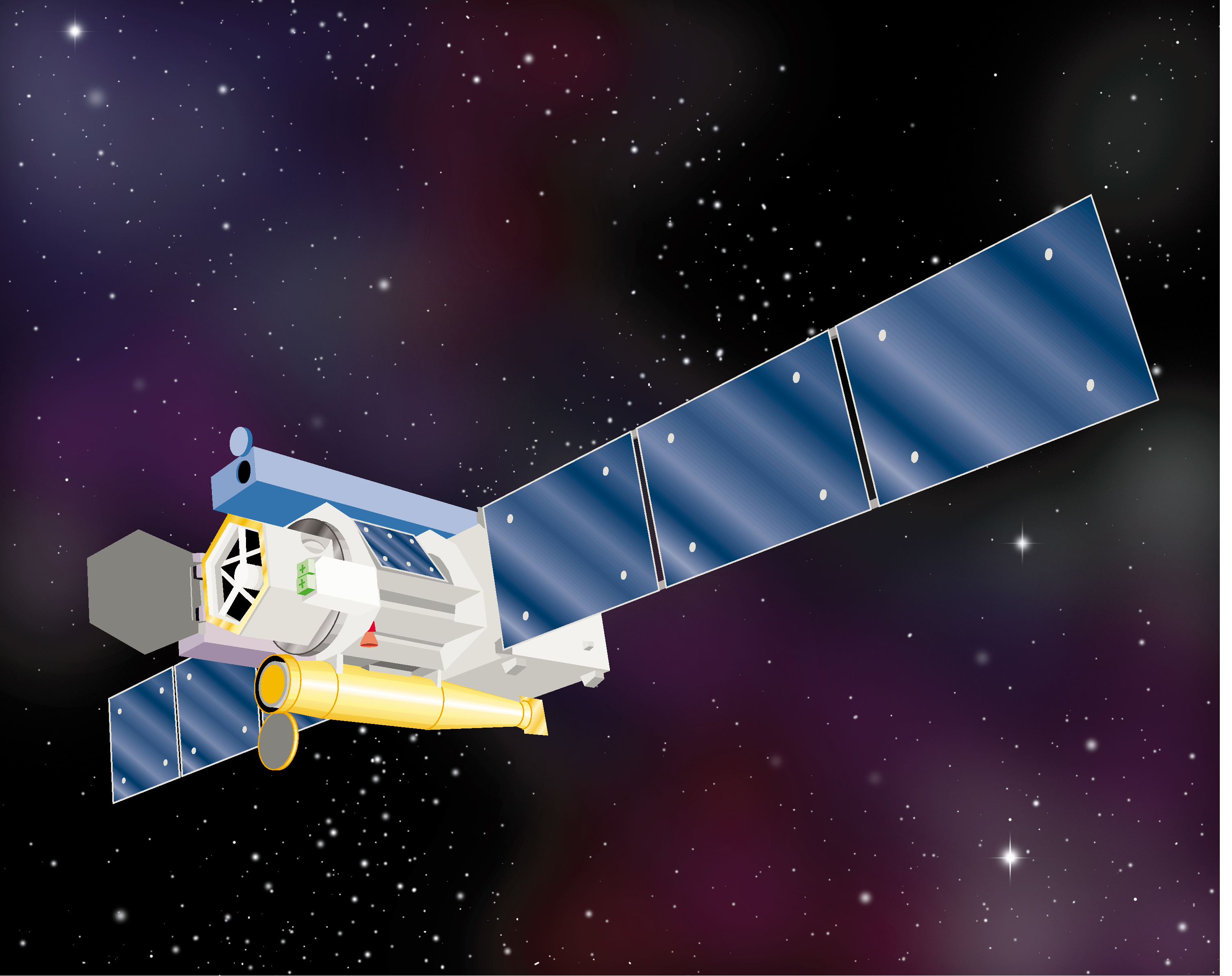
Schéma de Hinode en orbite.

## Segment terrestre
Les données sont transmises lors du survol de la station terrienne du Svalbard en Norvège de l'Agence spatiale européenne. Le centre scientifique est hébergé à l'Observatoire astronomique national du Japon situé à Tokyo et les données sont archivées dans un centre géré par l'Agence spatiale japonaise.

## Déroulement de la mission
Hinode est placé en orbite le 23 septembre 2006 par le lanceur spatial japonais M-V # 7 décollant depuis la base de lancement d'Uchinoura au Japon. La fusée emporte également le microsatellite SSSat ((Solar-sail Sub-payload Satellite)) développé par l'Agence spatiale japonaise et destiné à tester plusieurs technologies utilisées par les voiles solaires ainsi que le CubeSat 3U HIT-Sat développé par l'Institut de technologie des satellites d'Hokkaido. Son orbite initiale a un périapside de 318 km, un apoapside de 680 km, une inclinaison orbitale de 98,1° et une période de révolution de 94,45 minutes. Le satellite circule sur une orbite dite "crépusculaire" avec un survol au lever et au coucher du Soleil (6h/18h).

## Résultats
L'observation du rayonnement X émis par la photosphère et la couronne solaire ont montré que le champ magnétique était beaucoup plus turbulent que ce qui était prévu. Peu après son lancement l'activité solaire a atteint le minimum de son cycle ce qui a permis l'observation des différents phénomènes (jets, granules, formations gazeuses) de l'atmosphère du Soleil. Lorsque le Soleil a atteint le pic de son activité en 2014, l'observatoire a été utilisé pour observer les éruptions solaires et les éjections de plasma particulièrement violentes caractérisant cette phase. Hinode a produit des images particulièrement détaillées des filaments de la photosphère, des spicules et des cellules de convection à l'origine de la granulation solaire de la photosphère. Il a contribué à démonter que les spicules étaient beaucoup plus fréquentes que prévu et qu'elles transportaient éventuellement suffisamment de matériaux chauds pour être à l'origine du réchauffement de la couronne solaire. L'observatoire a fourni les premières images claires des régions polaires du Soleil dont elle a pu observer l'évolution au fil des mois.

Images prises par Hinode
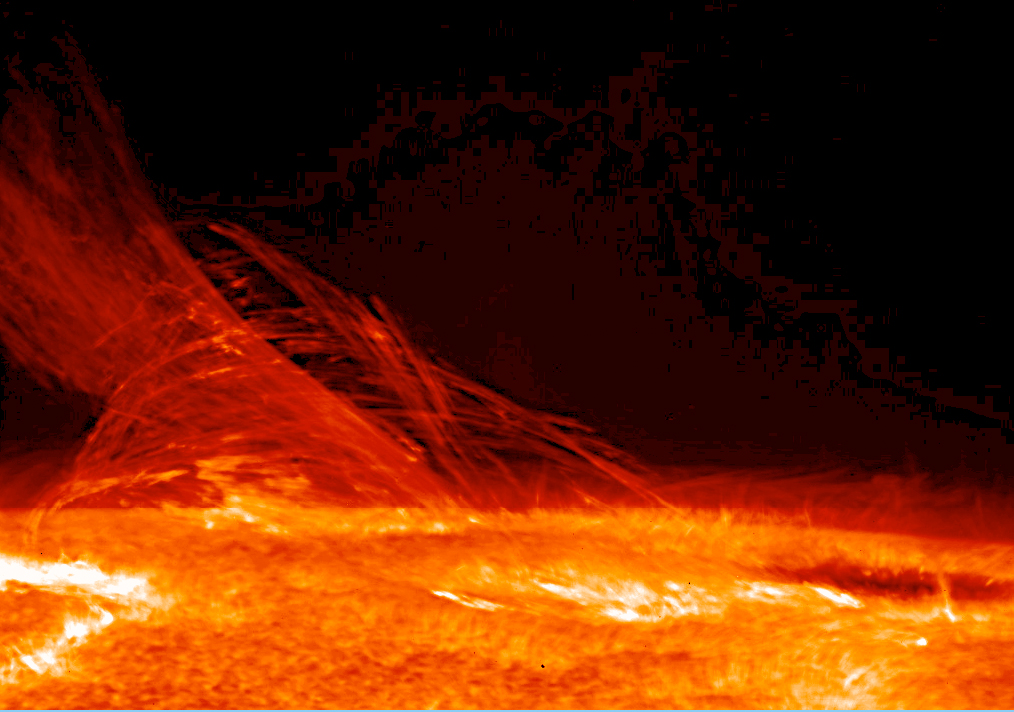
Photosphère du Soleil photographiée en janvier 2007
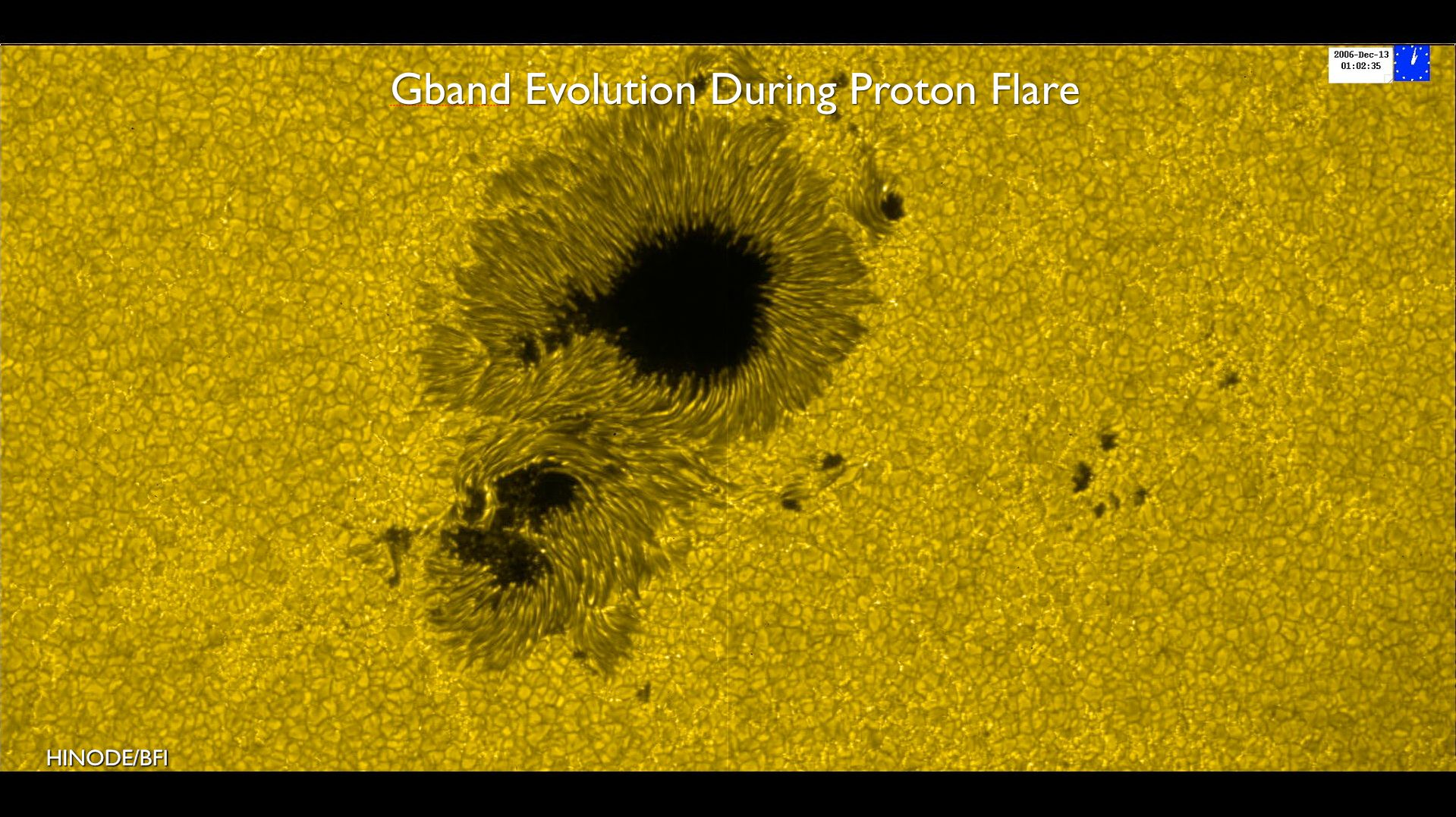
Tache solaire photographiée en lumière visible en 2006. Son diamètre est de 20 000 kilomètres.
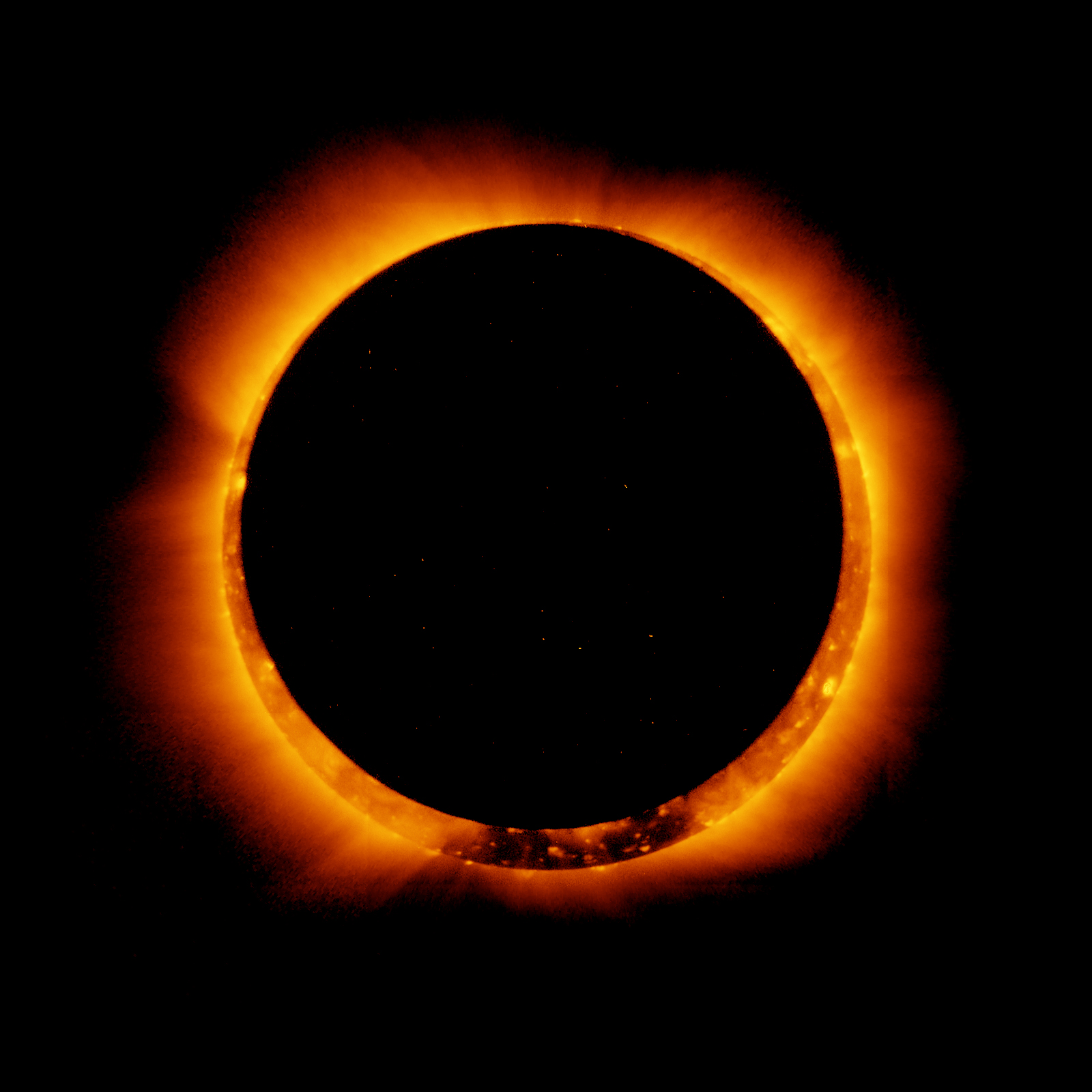
Photo de l'éclipse du Soleil par la Lune de janvier 2011.